# ترازو عدالت
ترازو عدالت (به هندی: Insaf Ka Tarazu)، یا ترازو انصاف فیلمی محصول سال ۱۹۸۰ و به کارگردانی بالدو راج چوپرا است. در این فیلم بازیگرانی همچون راج بابار، زینت امان، پادمینی کولاپوری، دیپاک پارشار، پادمینی کولاپوری، افتخار، سیمی گریوال، درمندرا ایفای نقش کرده‌اند.